# Ifakara
Ifakara è una circoscrizione mista (mixed ward) della Tanzania situata nel distretto di Kilombero, regione di Morogoro. Conta una popolazione di 55 956 abitanti (censimento 2012). In questo distretto è attiva la Eye Care Foundation.